# 路易氏體失智症
路易氏體失智症（英語：dementia with Lewy bodies，DLB），是一種伴隨著行為、認知及活動功能退化的失智症，與帕金森氏失智症皆屬於路易氏體疾病。患者的記憶力雖不見得在罹病初期就會衰退，但失智的情形還是會隨著時間逐漸惡化，通常是當患者的認知功能退化到影響日常生活，之後接受檢查而確診。此症的主要特徵之一是動眼期睡眠行為障礙（RBD），患者在動眼期應出現的肌失張並未出現，反而會出現反應夢境之行為表現；此障礙可能較其他症狀提早數年甚至數十年就發生。其他常見的症狀包括出現幻覺、注意力的起伏不定及行動遲緩、步態不穩或運動功能減退。患者的自主神经紊乱自主神經系統通常也會受到影響，導致血壓、心臟及消化道功能改變，並且常常便秘；此外像是變的抑鬱及對人冷漠等情緒轉變也很常見。
目前還無法確定路易氏體失智症的確切原因，不過和神經中α-突觸核蛋白異常團塊的廣泛沉積有關，這種沈積稱為路易氏體或路易氏突起（Lewy neurites）。一般而言，路易氏體失智症不是遺傳的，不過也有少數家庭的路易氏體失智症和基因有關。可能性的診斷會以其症狀以及生物标记來判斷，診斷會包括血液检查、神經心理學測試、醫學影像及多項生理睡眠檢查。其他會有類似症狀的疾病有阿茲海默症、帕金森氏症、譫妄，偶爾思覺失調也會有類似症狀。
目前沒有治愈方法或藥物會改變疾病的進展。這種病現行的治療旨在緩解一些症狀並減輕照顧者的負擔。乙酰膽鹼酯酶抑制劑（AChEI）如donepezil和rivastigmine，可有效改善認知和整體功能，褪黑激素則可用於睡眠相關症狀。即使有幻覺，患有DLB的人也會避免使用抗精神病藥物，因為患者對這類藥物很敏感，若使用可能導致死亡。特定症狀的藥物也可能會使另一種症狀惡化。
路易氏體失智症是常見失智症中的一種，另外二種是阿茲海默症及血管性痴呆。路易氏體失智症通常發生在50歲以後，且大約0.4%的人65歲後會罹患此疾病，疾病晚期，患者將無法照顧自己，確診後預期壽命約8年。不正常的蛋白質沉積機制於1912年由Frederic Lewy發現，而首次路易氏體失智症則在1976年由小阪憲司記錄。

## 知名患者
- 羅賓·威廉斯（Robin McLaurin Williams）：美國演員，生前被誤診為帕金森氏症。

## 腳註
1. ↑  Kosaka (2017) writes: "Dementia with Lewy bodies (DLB) is now well known to be the second most frequent dementia following Alzheimer disease (AD). Of all types of dementia, AD is known to account for about 50%, DLB about 20% and vascular dementia (VD) about 15%. Thus, AD, DLB, and VD are now considered to be the three major dementias."[15]The NINDS (2017) says that Lewy body dementia "is one of the most common causes of dementia, after Alzheimer’s disease and vascular disease."[11]

## 外部連接
- 美國國家神經疾病及中風研究院上有關dementiawithlewybodies的資料
- Mayo Clinic - LBD Info （页面存档备份，存于）
- What best differentiates Lewy body from Alzheimer's in early-stage dementia （页面存档备份，存于）